# 三重県道109号津停車場西線
三重県道109号津停車場西線（みえけんどう109ごう つていしゃじょうにしせん）は、三重県津市を通る一般県道である。

## 概要
JR東海紀勢本線・伊勢鉄道伊勢線・近鉄名古屋線 津駅前から津市大谷町に至る。

### 路線データ
- 起点：津市大谷町（JR東海紀勢本線・伊勢鉄道伊勢線・近鉄名古屋線 津駅前）
- 終点：津市大谷町（津駅西交差点、三重県道10号津関線交点）
- 実延長：80 m

## 地理

### 通過する自治体
- 三重県
  - 津市

### 交差する道路
| 交差する道路       | 交差する場所 | 交差する場所        |
| ------------------ | ------------ | ------------------- |
| 三重県道10号津関線 | 大谷町       | 津駅西交差点 / 終点 |

### 沿線
- JR東海紀勢本線・伊勢鉄道伊勢線・近鉄名古屋線 津駅
- 学校法人大川学園
- 三重県護国神社